# Noureddine Saâdi
Noureddine Saâdi (en arabe : نور الدين سعدي), né le 6 mai 1950 à Bouzguene et mort le 20 juillet 2021 à Alger est un entraîneur de football algérien,.

## Biographie
Noureddine Saâdi naît dans le village d'Ihitoucen, dans la commune de Bouzeguène, wilaya de Tizi Ouzou.
L'administration du MC El Eulma contracte ensuite avec Noureddine Saâdi, qui est désigné pour prendre la relève de Hadjar.
Fraîchement sorti de l’institut de Dély Ibrahim, il s’est vu confier les destinées de l’équipe nationale juniors promotion 1983 qu’il a dirigée lors des éliminatoires de la catégorie (CAN 2004). Il a entamé son parcours par une qualification méritée contre le Maroc (2-0 à Alger et 1-3 à Mohammadia).
Saâdi figurait dans le staff technique de l'équipe nationale, championne d'Afrique 1990 à domicile, sous la conduite du regretté Abdelhamid Kermali.
Il décède le 20 juillet 2021 à l'âge de 71 ans en raison de complications dues au COVID-19,,

## Palmarès
- Vainqueur du Championnat d'Algérie en 2002 avec l'USM Alger.
- Vainqueur de la Coupe d'Algérie en 2001 avec l'USM Alger.
- Vainqueur de la Supercoupe d'Algérie en 1992  avec la JS Kabylie.
- Vainqueur de la Coupe d'Algérie en 1992 avec la JS Kabylie.
- Finaliste de la Supercoupe d'Algérie en 2007 avec la   ES Sétif

- Vainqueur de la Coupe d'Afrique des Nations en 1990 (adjoint).

## Statistiques détaillées
Mis à jour le 08/06/17.
| Saison                              | Club        | Championnat       | Championnat | Championnat | Championnat | Championnat | Coupes nationales | Coupes nationales | Coupes nationales | Coupes nationales | Coupes continentales | Coupes continentales | Coupes continentales | Coupes continentales | Coupes continentales | Supercoupe | Supercoupe | Supercoupe | Supercoupe | Total  | Total | Total | Total |
| Saison                              | Club        | Division          | Matchs      | V           | N           | D           | Matchs            | V                 | N                 | D                 | Type                 | Matchs               | V                    | N                    | D                    | Matchs     | V          | N          | D          | Matchs | V     | N     | D     |
| ----------------------------------- | ----------- | ----------------- | ----------- | ----------- | ----------- | ----------- | ----------------- | ----------------- | ----------------- | ----------------- | -------------------- | -------------------- | -------------------- | -------------------- | -------------------- | ---------- | ---------- | ---------- | ---------- | ------ | ----- | ----- | ----- |
| septembre 2000 - mai 2002           | USM Alger   | Super Division    | 51          | 29          | 14          | 8           | 8                 | 7                 | 1                 | 0                 | C2                   | 4                    | 3                    | 1                    | 0                    | -          | -          | -          | -          | 63     | 39    | 16    | 8     |
| juillet 2002 - décembre 2003        | MC Alger    | Division 1+2      | 41          | 26          | 8           | 7           | 2                 | 1                 | 0                 | 1                 | -                    | -                    | -                    | -                    | -                    | -          | -          | -          | -          | 43     | 27    | 8     | 8     |
| 15 juillet 2004 - janvier 2005      | USM Alger   | Division 1        | 19          | 14          | 2           | 3           | 1                 | 0                 | 0                 | 1                 | C1                   | 5                    | 2                    | 1                    | 2                    | -          | -          | -          | -          | 25     | 16    | 3     | 6     |
| 19 janvier 2006 - 13 avril 2006     | MC Alger    | Division 1        | 10          | 4           | 1           | 5           | 2                 | 2                 | 0                 | 0                 | C4                   | 1                    | 0                    | 0                    | 1                    | -          | -          | -          | -          | 13     | 6     | 1     | 6     |
| 21 septembre 2007 - 23 octobre 2007 | ES Sétif    | Division 1        | 8           | 4           | 2           | 2           | -                 | -                 | -                 | -                 | C4                   | 1                    | 1                    | 0                    | 0                    | -          | -          | -          | -          | 9      | 5     | 2     | 2     |
| 1er juillet 2008 - 1er juillet 2009 | Al-Ahly SC  | Première Division | 30          | 20          | 6           | 4           | 4                 | 3                 | 1                 | 0                 | C1+C3                | 6+2                  | 3+0                  | 1+1                  | 2+1                  | -          | -          | -          | -          | 38     | 23    | 8     | 7     |
| 30 août 2009 - 13 décembre 2010     | USM Alger   | Ligue 1           | 45          | 18          | 14          | 13          | 3                 | 2                 | 0                 | 1                 | -                    | -                    | -                    | -                    | -                    | -          | -          | -          | -          | 45     | 20    | 14    | 11    |
| 6 septembre 2011 - 1er juin 2012    | ASO Chlef   | Ligue 1           | 30          | 14          | 5           | 11          | 4                 | 2                 | 1                 | 1                 | C1                   | 6                    | 2                    | 4                    | 0                    | -          | -          | -          | -          | 40     | 18    | 10    | 12    |
| 25 octobre 2012 - 12 mars 2013      | CA Bizertin | Ligue 1           | 10          | 5           | 4           | 1           | 1                 | 0                 | 0                 | 1                 | -                    | -                    | -                    | -                    | -                    | -          | -          | -          | -          | 11     | 5     | 4     | 2     |
| 5 juillet 2013 - 25 septembre 2013  | JSM Béjaïa  | Ligue 1           | 5           | 0           | 3           | 2           | -                 | -                 | -                 | -                 | -                    | -                    | -                    | -                    | -                    | -          | -          | -          | -          | 5      | 0     | 3     | 2     |
| 29 août 2015 - 1er décembre 2015    | MC El Eulma | Ligue 2           | 10          | 3           | 5           | 2           | -                 | -                 | -                 | -                 | -                    | -                    | -                    | -                    | -                    | -          | -          | -          | -          | 10     | 3     | 5     | 2     |
| Total                               | Total       | Total             | 259         | 137         | 64          | 58          | 25                | 17                | 3                 | 5                 | 25                   | 11                   | 8                    | 6                    |                      | -          | -          | -          | -          | 275    | 162   | 74    | 66    |